# Aneta Stan
Aneta Stan (n. 3 februarie 1944, Cernavodă, Constanța, România) este interpretă de folclor a cântecului dobrogean. 
Aneta Stan a fost angajată rând pe rând la ansamblurile folclorice „Brâulețul” Constanța, marele ansamblu de talie internațională al României „Rapsodia Română” București, apoi marele ansamblu „Ciocârlia” București. Aneta Stan, un interpret complet și complex, având în vedere că repertoriul ei este compus din cântece culese de pe meleagurile Dobrogei, dar și multe creații personale. Este interpretă completă și complexă deoarece repertoriul ei cuprinde atât folclorul dobrogean, cât și folclor din toată țara.
Aneta Stan reprezintă Dobrogea care este o zonă multiculturală, are în repertoriu foarte multe cântece populare autentice, atât ale populațiilor conlocuitoare, cât și din foarte multe țări de pe cele patru mari continente ale lumii. Pe lângă acestea, repertoriul ei mai cuprinde muzică ușoară internațională, muzică clasică și muzică bizantină (religioasă) etc.

## Discografie
Sursa:
- Bădiță, Dragostea Noastră ‎(1982)
- Lume, lume, draga mea (1999 vinil, 2001 casetă)
- Murfatlar De Poamă Rară (2005)
- Flăcăii din Dobrogea (disc vinil)

## Mari personalități artistice alături de care a lucrat în cariera sa
- Mari maeștri ai baghetei folclorului românesc ca: Radu Voinescu (dirijor), George Vancu, Ionel Budișteanu, Constantin Arvinte, Paraschiv Oprea, Nicolae  Botgros, George Sirbu, Ioan Cobîlă etc.
- Actori ca: Florin Piersic, Cristina Stamate, Alexandru Arșinel, Stela Popescu, Nicu Constantin, Nae Lăzărescu etc.
- Mari cântăreți ca: Ioana Radu, Mia Braia, Gică Petrescu, Maria Lătărețu, Natalia Șerbănescu, Lucreția Ciobanu, Ion Dolănescu, Achim Nica, Ana Pacatiuș, Irina Loghin, Maria Ciobanu, Benone Sinulescu, Maria Cornescu, Nelu Bălășoiu, Gheorghe Turda, Ștefania Rareș, Maria Apostol etc.
- Mari instrumentiști ca:  Dumitru  Fărcaș, Toni Iordache, Ghe. Udila, Ion Milu, Dumitru Zamfira etc.
- Mari orchestre populare ca: Orchestra Radio, Electrecord și cu toate orchestrele marilor ansambluri din țară.